# Fotoionizzazione
La fotoionizzazione è il processo fisico in cui un fotone, urtando un atomo, uno ione o una molecola, ne eietta uno o più elettroni. È il meccanismo alla base dell'effetto fotoelettrico.
Gli elettroni espulsi, detti fotoelettroni, trasportano informazioni sul loro stato precedente alla ionizzazione. Ad esempio, un singolo elettrone può avere un'energia cinetica uguale all'energia del fotone incidente meno l'energia dell'orbitale in cui era posto. Fotoni aventi energie minori all'energia di legame dell'elettrone vengono assorbiti o sono soggetti a scattering, ma non danno luogo alla fotoionizzazione dell'atomo o dello ione.
Ad esempio, per ionizzare l'atomo di idrogeno è necessario che i fotoni abbiano un'energia superiore a 13,6 eV, che corrisponde ad una lunghezza d'onda di 91 nm. L'energia del fotoelettrone fatto emettere da fotoni con energie maggiori di questa è data dalla relazione:
{\displaystyle {\frac {1}{2}}mv^{2}=h\nu -13{,}6\,eV}
dove {\displaystyle h} è la costante di Planck e {\displaystyle \nu } la frequenza del fotone.
Non tutti i fotoni che urtano gli atomi o gli ioni lo fotoionizzano; la probabilità di fotoionizzazione è legata alla sua sezione d'urto, che dipende dall'energia del fotone e dal target considerato. I fotoni con energie al di sotto del limite di ionizzazione hanno una sezione d'urto pari a zero; oltre il limite la sezione d'urto diminuisce come l'inverso del cubo dell'energia fotonica.